# Johann Pachelbel
Pour les articles homonymes, voir Pachelbel.
Œuvres principales
Canon de Pachelbel
Johann Pachelbel (prononcé en allemand : [ˈpaxɛlbl̩], [ˈpaxl̩bɛl]) est un compositeur et organiste allemand de la période baroque, baptisé le 1er septembre 1653 à Nuremberg (alors ville libre d'Empire) et mort dans la même ville le 3 mars 1706.
Il est surtout connu du grand public pour ses fameux Canon et gigue en ré majeur pour trois violons et basse continue, couramment restreints au seul Canon de Pachelbel.

## Biographie

### Famille
Son père était négociant en vin. Il fait des études musicales à Altdorf et Ratisbonne, et devient l'élève de Johann Kaspar Kerll. Il occupe successivement des postes d'organiste et de professeur en Autriche et dans plusieurs villes d'Allemagne centrale et méridionale :
- à la cathédrale Saint-Étienne de Vienne (Stefansdom) (1673)[3] ;
- à Eisenach (1677), où il se lie d'amitié avec la famille Bach; il enseigne à Johann Christoph, le frère aîné de Johann Sebastian[2] ;
- à Erfurt (1678) ;
- à Stuttgart (1690) ;
- à Gotha (1692) ;
- à l'église Saint-Sébald de Nuremberg en 1695, où il reste jusqu'à la fin de sa vie[2].

### Jeunesse et éducation (1653–1673)
Johann Christoph Pachelbel a été baptisé le 1er septembre 1653 à Nuremberg (sa date de naissance exacte nous est inconnue), dans une famille de classe moyenne. Il est le fils de Johann Pachelbel (né en 1613 à Wunsiedel), négociant en vins, et de sa seconde femme, Anna Maria Mair.
Durant sa jeunesse, Pachelbel reçut son éducation musicale de Heinrich Schwemmer, musicien et professeur de musique qui plus tard deviendra cantor de l'église Saint-Sebaldus à Nuremberg. Certaines sources indiquent que Pachelbel aurait également étudié avec Georg Caspar Wecker, organiste dans la même église et important compositeur de l'école nurembergeoise. Néanmoins, ceci est aujourd'hui considéré comme peu probable. Dans tous les cas, Wecker comme Schwemmer avaient été élèves de Johann Erasmus Kindermann, un des fondateurs de la tradition musicale de Nuremberg qui fut lui-même un élève de Johann Staden.
Johann Mattheson, dont le Grundlage einer Ehrenpforte (Hamburg, 1740) est une des sources d'information les plus importantes sur la vie de Pachelbel, mentionne que le jeune Pachelbel montrait des capacités musicales et académiques exceptionnelles. Il commença son éducation académique dans la St. Lorenz Hauptschule et à l'Auditorio Aegediano à Nuremberg, puis devint le 29 juin 1669 étudiant de l'université d'Altdorf bei Nürnberg, dans la banlieue de sa ville natale. Il fut également organiste de l'église Saint Laurent la même année. Des difficultés financières obligèrent Pachelbel à quitter l'université après moins d'une année de scolarité. Afin de compléter ses études, il devint boursier au Gymnasium Poeticum à Ratisbonne en 1670, où il brilla par ses talents.
On permit à Pachelbel d'étudier la musique en dehors du Gymnasium. Son professeur fut Kaspar Prentz, un des étudiants de Johann Kaspar Kerll. Celui-ci, fortement influencé par les compositeurs italiens comme Giacomo Carissimi, transmit à Pachelbel son intérêt pour ses contemporains italiens, et pour la musique d'église catholique en général.

### Carrière (1673–1690)

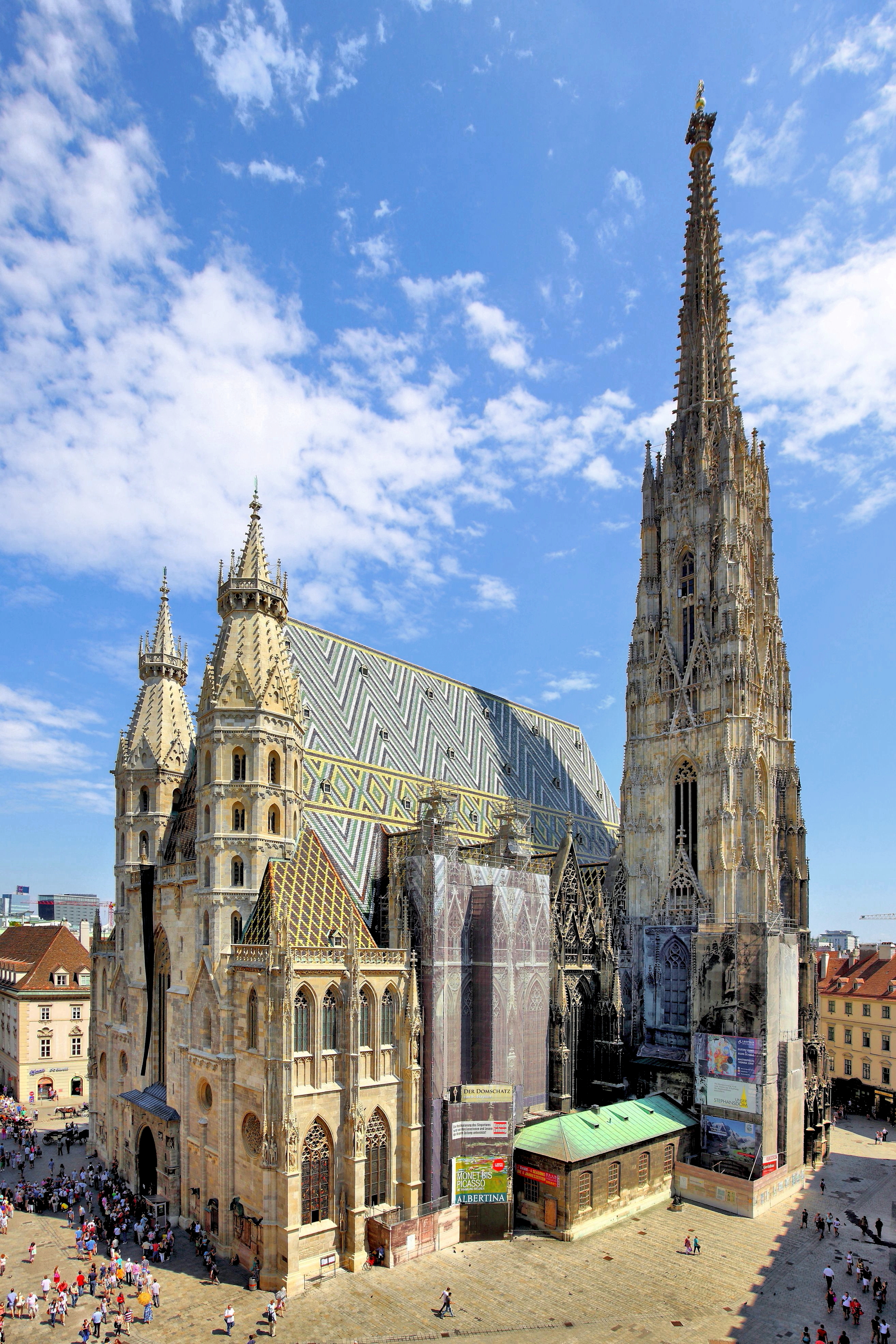
Cathédrale Saint-Étienne de Vienne.

Kaspar Prentz part pour Eichstätt en 1672. Cette période de la vie de Pachelbel étant la moins documentée, nous ignorons s'il resta à Ratisbonne jusqu'en 1673 ou s'il en partit la même année que son professeur; en tout cas, en 1673 Pachelbel vit à Vienne, où il est organiste à la célèbre Cathédrale Saint-Étienne. À cette époque, Vienne est le centre du vaste empire des Habsbourg et possède une activité culturelle bouillonnante, où la musique italienne est à l'honneur. De nombreux compositeurs renommés de l'époque y travaillent, et la plupart contribue aux échanges des styles musicaux en Europe. Nous pouvons citer en particulier Johann Jakob Froberger qui sert comme organiste à la cour de Vienne jusqu'en 1657, et auquel succède Alessandro Poglietti. Georg Muffat vit dans la cité pendant quelque temps, et, plus important encore, Johann Kaspar Krell se rend à Vienne en 1673. À partir de ce moment, il est très probable qu'il a au moins entendu parler de Pachelbel, dont la musique se rapproche du style de Kerll. Pachelbel passe cinq ans à Vienne, étudiant la musique des compositeurs catholiques d'Allemagne du Sud et d'Italie, dont les styles contrastent avec la plus stricte tradition luthérienne dans laquelle il a été élevé.
En 1677, Pachelbel se déplace à Eisenach, où il trouve un emploi en tant qu'organiste à la cour du duc de Saxe, Jean-Georges Ier, sous la direction de Daniel Eberlin (également natif de Nuremberg). Il y rencontre certains membres de la famille Bach et devient un ami intime de Johann Ambrosius Bach. Il sera d'ailleurs le parrain de ses enfants. Cependant, Pachelbel ne passe qu'une année à Eisenach. En 1678, Bernhard II, duc de Saxe-Iéna et frère de Jean-Georges Ier, décède. Au cours de la période de deuil, l'effectif des musiciens de cour est grandement réduit. Pachelbel, qui est remercié, réclame une lettre de recommandation de la part d'Eberlin, qui le décrit comme un parfait et rare virtuose (einen perfecten und raren Virtuosen). Ce document en poche, Pachelbel quitte Eisenach le 18 mai 1678.

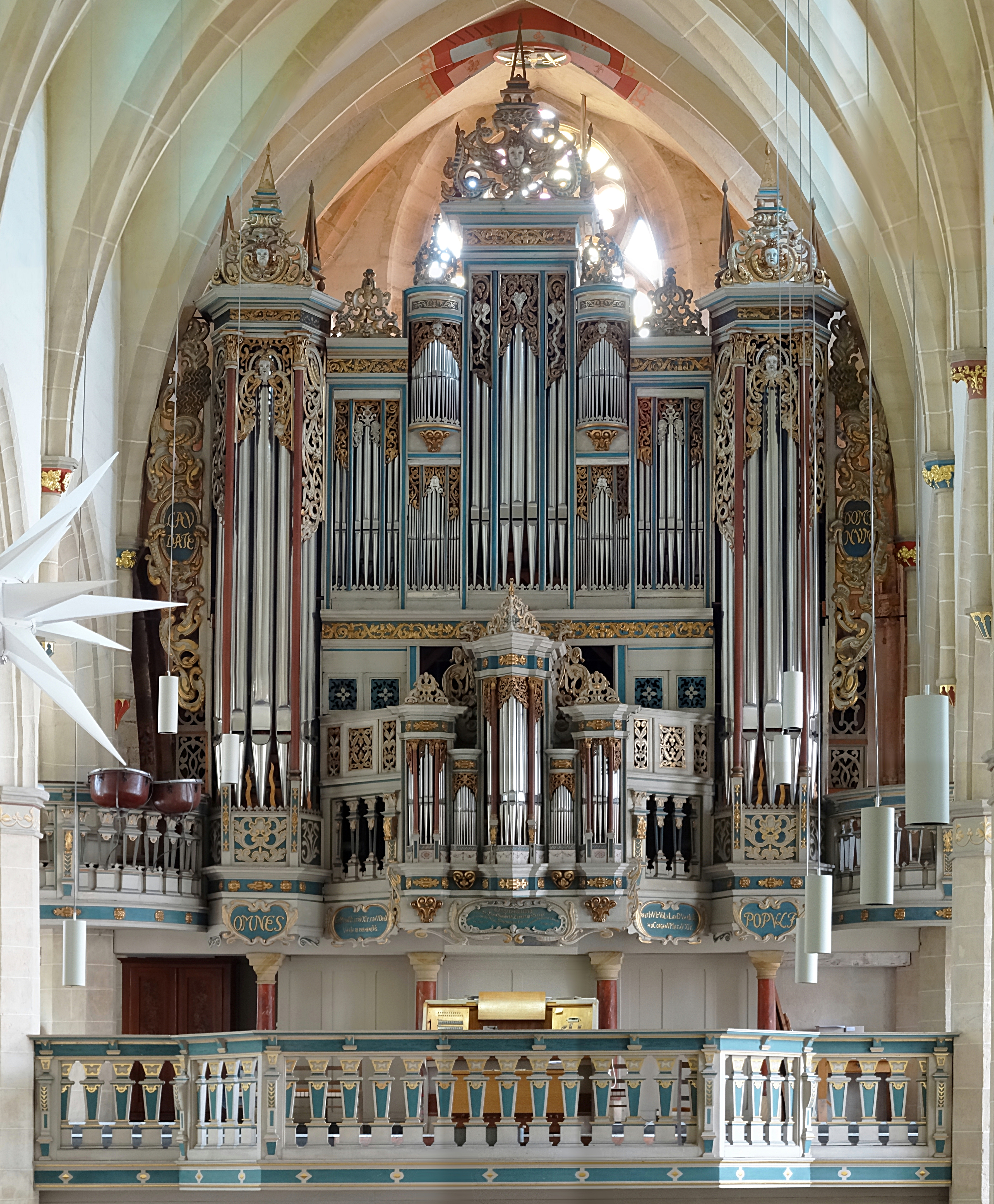
Orgue de la Predigerkirche à Erfurt.

En juin 1678, Pachelbel est organiste à la Predigerkirche à Erfurt, succédant à Johann Effler (1640-1711) qui précéda Jean Sébastien Bach à Weimar. La famille Bach était très connue à Erfurt (où tout organiste fut plus tard appelé « Bachs » par habitude). Ainsi, l'amitié de Pachelbel à l'égard de la famille Bach continua en cette ville, tant et si bien que Pachelbel devint le parrain de Johanna Juditha, fille de Johann Ambrosius Bach. Il enseigna à Johann Cristoph Bach (1671-1721), le frère de Johann Sebastian, et vécut chez Johann Christian Bach (1640-1682). Pachelbel resta à Erfurt durant douze longues années et établit sa réputation en tant que compositeur essentiel de l'école d'orgue allemande d'alors. Le prélude de choral devient une de ses productions caractéristiques de la période à Erfurt, depuis que le contrat qui le lie au service de l’Église demande spécifiquement qu'il en compose pour l'office. Ses devoirs incluent aussi la maintenance de l'orgue et, plus important, la composition d'une œuvre de grande envergure chaque année pour démontrer ses progrès en tant qu'organiste et compositeur, l'œuvre présentée chaque année se devant d'être meilleure que celle de l'année précédente.
Johann Christian Bach 1, cousin de Johann Ambrosius Bach, le logeur de Pachelbel à Erfurt, meurt en 1682. Pachelbel achète la maison à sa veuve en juin 1684.
En 1686, un poste d'organiste à l'église de la Sainte Trinité (Trinitatiskirche) à Sondershausen lui est offert. Il accepte tout d'abord l'invitation, mais comme des lettres autographes l'indiquent, il rejette l'offre après une longue série de négociations: il semble qu'il était nécessaire de consulter les autorités de la ville d'Erfurt et de l'église avant d'examiner toute offre d'emploi. Il semble que la situation a été réglée discrètement et sans nuire à la réputation de Pachelbel, à qui il a été proposé une augmentation et un renouvellement de contrat dans la ville pour quatre années de plus.
Pachelbel a été marié à deux reprises au cours de son séjour à Erfurt. Barbara Gabler, fille du maire de la ville, devient sa première femme le 25 octobre 1681. Le mariage a lieu dans la maison de son beau-père. Mais la peste emporte sa femme comme son seul fils en octobre 1683. La première composition que Pachelbel publia, cette même année, fut probablement influencée par cet événement ; il s'agit des Musicalische Sterbens-Gedancken (« Réflexions musicales sur la mort »), ensemble de variations de choral.
Dix mois plus tard, Pachelbel épouse Judith Drommer (ou Trummert), fille d'un artisan, le 24 août 1684. Ils eurent cinq fils et deux filles. Deux des fils (Wilhelm Hieronymus et Charles Théodore) sont également devenus organistes et compositeurs, le deuxième s'installant en Amérique en 1734. Un autre fils, Johann Michael, devint facteur d'instruments à Nuremberg et voyagea à Londres et en Jamaïque. L'une de ses filles, Amalia Pachelbel, obtint la reconnaissance en tant que peintre et graveur.

### Fin de vie (1690–1706)

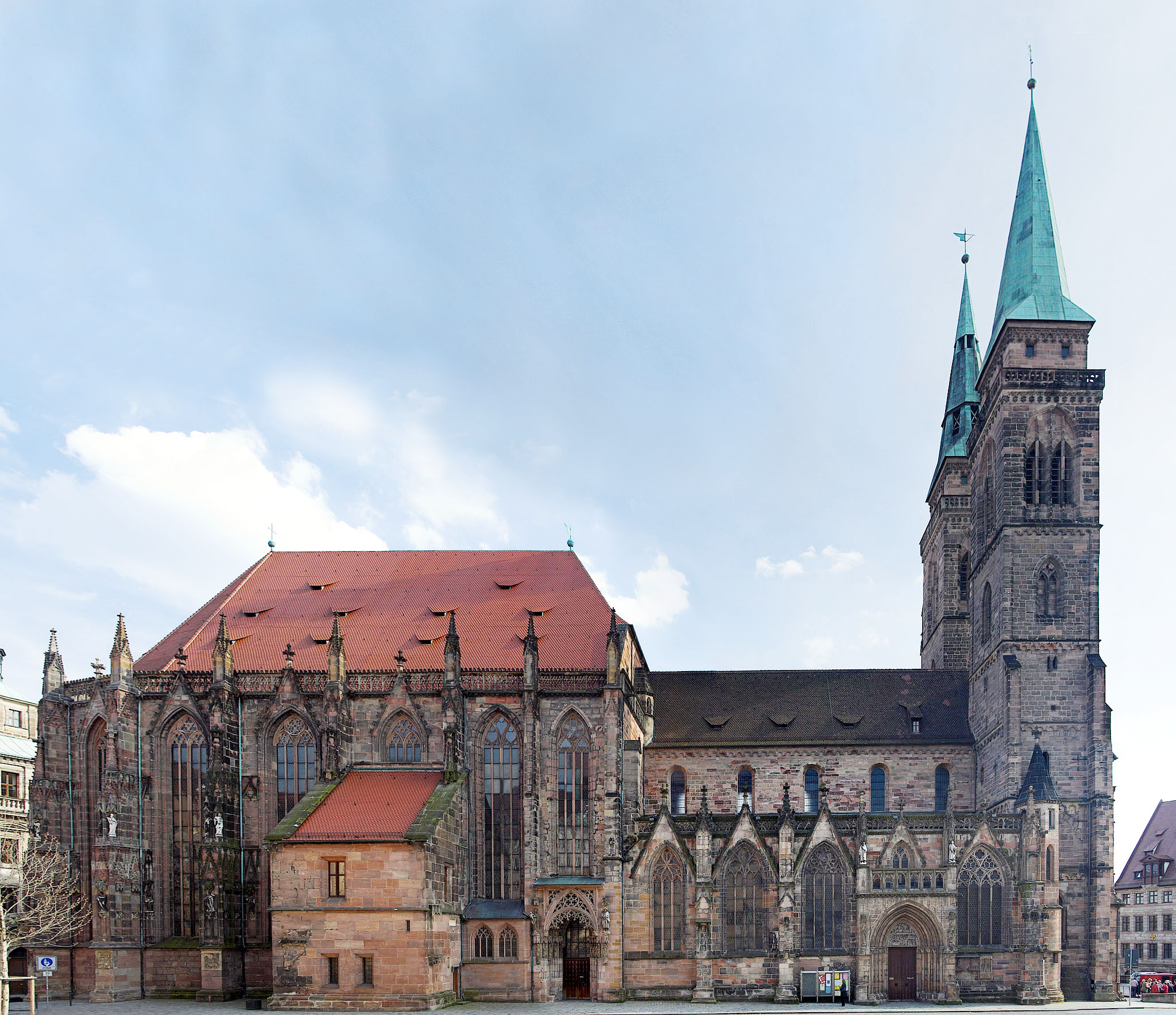
Façade nord de l'église Saint-Sébald de Nuremberg.

En 1690, Pachelbel accepte un emploi à la Cour de Stuttgart auprès de la régente du duché de Wurtemberg, Madeleine-Sibylle de Hesse-Darmstadt, qu'il quitte en 1692 en raison d'une invasion de l'armée française pendant la guerre de la Ligue d'Augsbourg. Il devient organiste de la ville de Gotha, mais ses activités sont précaires jusqu'en 1695, année où il devient organiste de la célèbre église Saint-Sébald de Nuremberg. Il y travaille comme enseignant, ce qui lui vaut une réputation de pédagogue remarquable. Il meurt à Nuremberg le 3 mars 1706.

## Œuvre
Johann Pachelbel est à son époque l'un des compositeurs importants de l'Allemagne centrale et méridionale ; cette région est sous l'influence de l'Italie, beaucoup de ses musiciens ayant étudié avec Frescobaldi, Carissimi — c'est le cas de Kerll, son maître — ou les Gabrieli. Pachelbel est le principal maillon de la tradition qui relie Jean-Sébastien Bach à ses modèles.
Son œuvre (plusieurs centaines de pièces), à l'harmonie simple et à la mélodie chantante, use d'un contrepoint rigoureux et clair.
Elle est loin de l'exubérance des organistes nordiques et comprend notamment :
- de nombreuses pièces pour orgue : toccatas, préludes, fugues, chorals, 94 versets de Magnificat, chaconnes. Cette partie de son œuvre a tendance à éclipser le reste.
- Musicalische Ergötzung (1691) des sonates pour deux violons et continuo
- Hexachordum Apollinis (1699) six airs variés pour l'orgue ou le clavecin
- de nombreuses œuvres vocales : environ 20 cantates, 30 motets et messes, 13 Magnificat.

### Motets
- Der Herr ist König, darum toben die Völker
- Der Herr ist König und herrlich geschmückt
- Der Herr ist König und herrlich geschmückt… Halleluja
- Exurgat Deus
- Gott du Gott Israel
- Gott ist unser Zuversicht und Stärcke
- Herr hebe an zu segnen
- Herr, wenn deine Wort nicht wäre
- Ich bin die Auferstehung
- Ich will den Herrn loben allezeit
- In nomine Jesu
- Jauchzet dem Herrn, alle Welt
- Jauchzet dem Herrn, alle Welt
- Jauchzet Gott, alle Lande
- Kommt her zu mir, spricht Gottes Sohn
- Nun danket alle Gott
- Paratum cor meum
- Singet dem Herrn ein neues Lied
- Tröste uns Gott, unser Heiland
- Was Gott tut, das ist wohlgetan

### Discographie sélective
- France Orgue Discographie établie par Alain Cartayrade.
- Johann Pachelbel, L'Œuvre pour orgue à l’orgue Casavant de Saint-Pascal de Kamouraska par Antoine Bouchard (11 CD, Dorian, 1996-1999).
- Johann Pachelbel, intégrale des Toccatas de l’œuvre d’orgue par Erik Feller (Disques Arion, 2001).
- Complete keyboard music - Simone Stella - 13 CD Brilliant Classics 2019 (OCLC 1083267527)
- Musicalische Ergötzung, Canon et gigue - London Baroque - Harmonia Mundi 2004 (OCLC 221852339)
- Hexacordum Apollinis - Huguette Grémy-Chauliac, clavecin (1992, Disques du Solstice ; FY records) (OCLC 658883166)

## Hommages
L'astéroïde (4972) Pachelbel, découvert en 1989, est nommé en son honneur.